# Homburg (Svizzera)
Homburg (toponimo tedesco) è un comune svizzero di 1 537 abitanti del Canton Turgovia, nel distretto di Frauenfeld.

## Storia
Nel 1999 ha inglobato i comuni soppressi di Gündelhart-Hörhausen e Salen-Reutenen.

## Monumenti e luoghi d'interesse

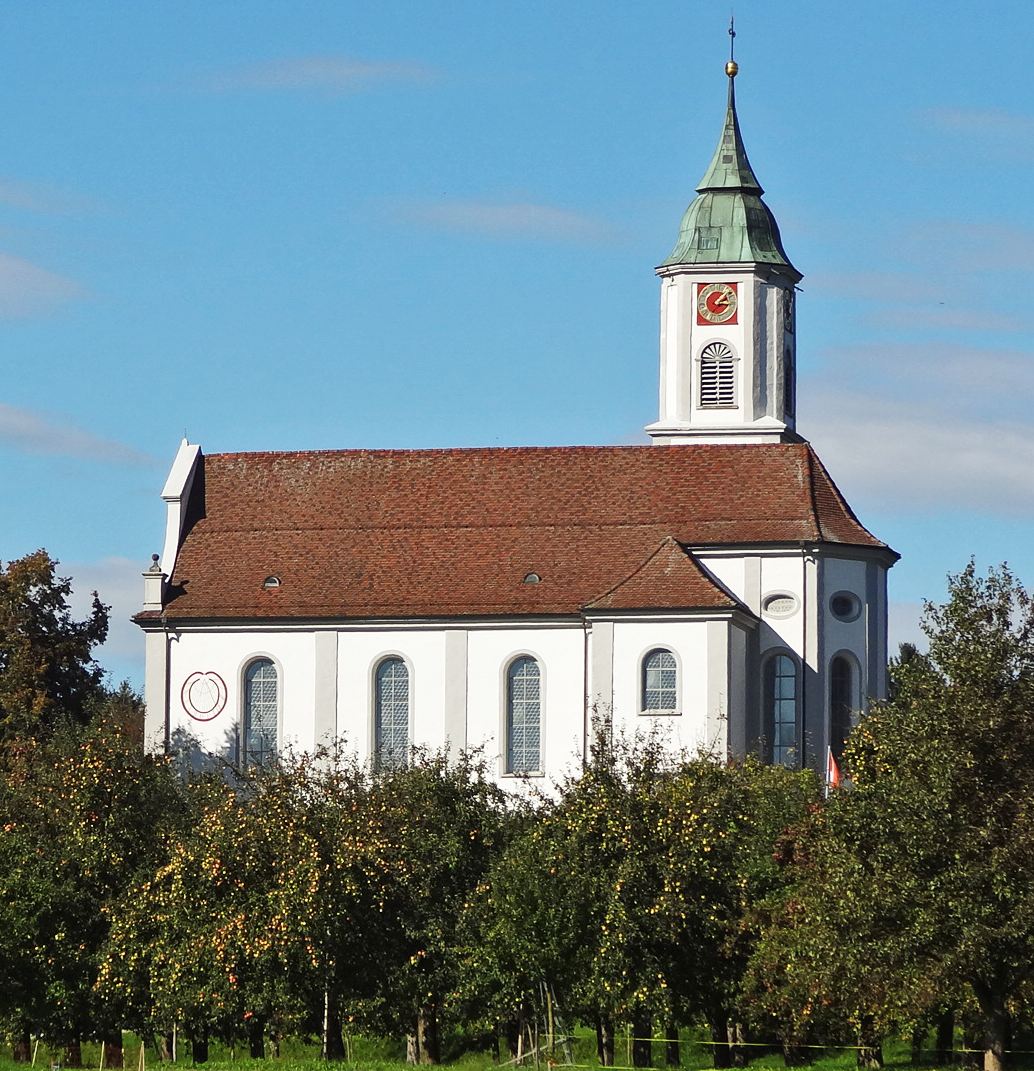
La chiesa parrocchiale cattolica dei Santi Pietro e Paolo

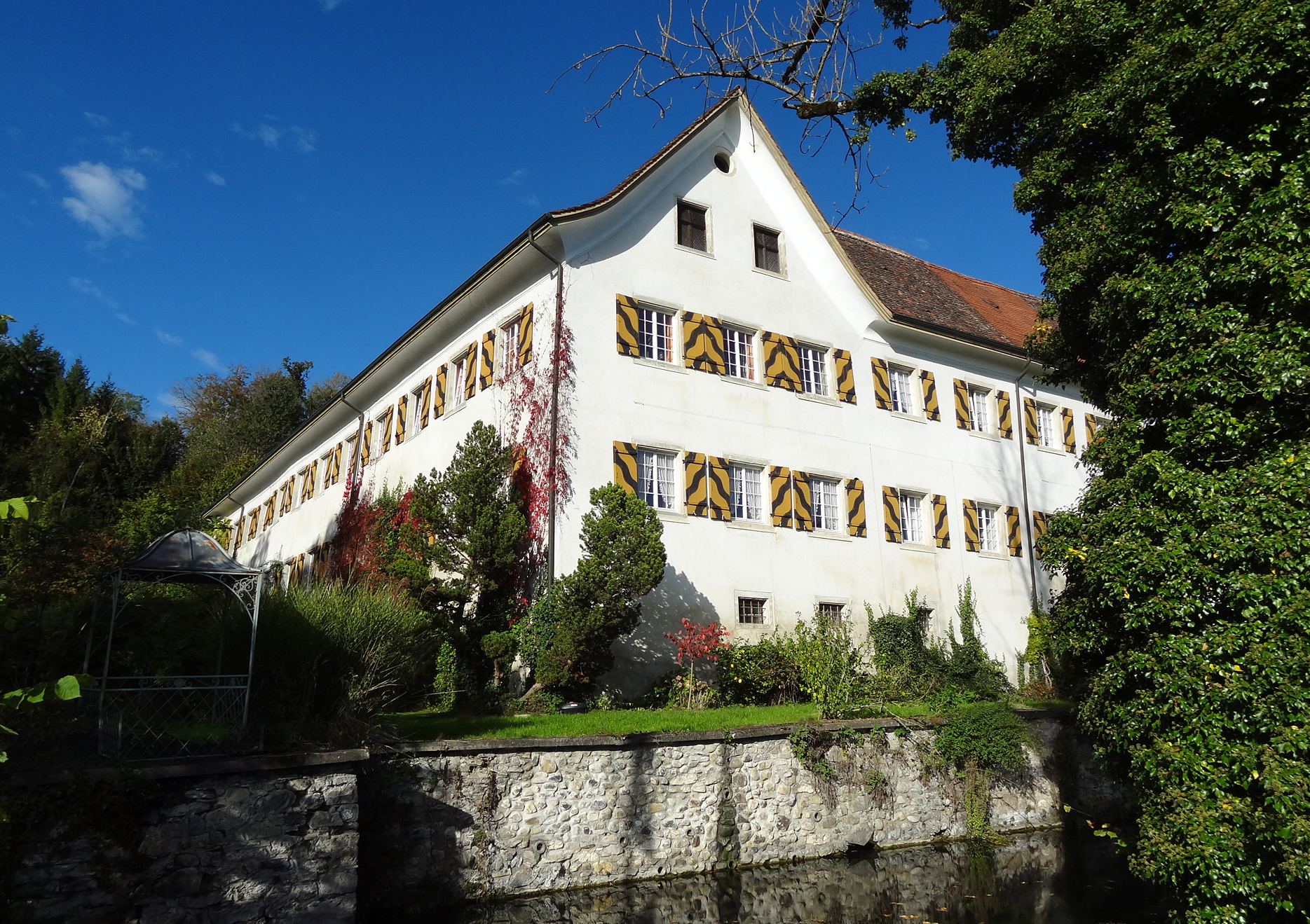
Il castello di Klingenberg

- Chiesa parrocchiale cattolica dei Santi Pietro e Paolo, anche protestante fino al 1555/1556[1];
- Castello di Klingenberg[1].

## Società

### Evoluzione demografica
L'evoluzione demografica è riportata nella seguente tabella:
Abitanti censiti

## Geografia antropica

### Frazioni
- Gündelhart-Hörhausen[3]
  - Gündelhart
  - Hörhausen
- Hörstetten
- Salen-Reutenen[4]
  - Götschenhäusli
  - Reutenen
  - Salen
  - Sassenloo
  - Uhwilen

## Amministrazione
Fino al 2010 ha fatto parte del distretto di Steckborn. Ogni famiglia originaria del luogo fa parte del cosiddetto comune patriziale e ha la responsabilità della manutenzione di ogni bene ricadente all'interno dei confini del comune.